# Артемьевка (Тамбовская область)
Артемьевка — упразднённая в 2017 году деревня в Знаменском районе Тамбовской области России. Входила в состав Кузьминского сельсовета. Малая родина Героя Соцтруда Е. Е. Устименко.

## География
Деревня находилась в центральной части региона, в лесостепной зоне, на берегах реки Сявы.
Абсолютная высота — 136 метров над уровнем моря.

### Климат
Климат характеризуется как умеренно континентальный, относительно сухой, с тёплым летом и холодной продолжительной зимой. Среднегодовое количество осадков составляет около 550 мм, из которых большая часть выпадает в тёплый период. Снежный покров устанавливается в середине декабря и держится в течение 138 дней.

## История
Деревня образована в 1762 году.
Владельцами деревни до революций 1917 года были: граф И. Воронцов, коллежский советник А. У. Тимофеев, действительный тайный советник А. И. Сабуров.
Упразднена в 2017 году Постановление Тамбовской областной Думы от  27.10.2017 № 429 как фактически прекратившую своё существование.

## Известные уроженцы, жители
Евгения Егоровна Устименко (1922—1988) — советский работник сельского хозяйства, Герой Социалистического Труда.

## Инфраструктура
На 1911 год насчитывалось 80 дворов. На предвоенной карте обозначены 80 дворов.

## Транспорт
Ближайшая остановка общественного транспорта «Кикинка» находится примерно в 2 500 метрах на юг.